# أحمد حسنين (ممثل مصري)
أحمد حسنين هو ممثل مصري، ولد في القاهرة عام 1989 لأب وأم مصريين، بدأ حياته المهنية منذ سن مبكر، حيث ظهر في عدة إعلانات منذ كان عمره 10 سنوات وظل في مجال الإعلانات حتي سن 20. كان لاعب تنس مصنف محلياً ودولياً، بعد تخرجه من المدرسة ألتحق بجامعة أكتوبر للعلوم الحديثة والآداب وانتسب إلى كلية إدارة الأعمال، وبعدها ظل يدرس التمثيل في عدة «ورش تمثيل» وكان أول ظهور له في رمضان 2017 في مسلسل لا تطفئ الشمس.

## أعماله
- مسلسل البرنس
- مسلسل ليه لا
- مسلسل حكايات بنات ج4
- مسلسل حكايات بنات ج5
- مسلسل ب100 وش
- مسلسل لا تطفئ الشمس